# Negramaro
Pour les articles homonymes, voir negroamaro.
Negramaro est un groupe pop italien qui prend son nom du negroamaro, un cépage répandu dans la terre d'origine du groupe, le Salento.
Le groupe compte six membres :  Giuliano Sangiorgi (voix et guitare), Emanuele Spedicato (guitare), Ermanno Carlà (basse), Danilo Tasco (batterie), Andrea Mariano (piano), Andrea De Rocco.

## Leur carrière

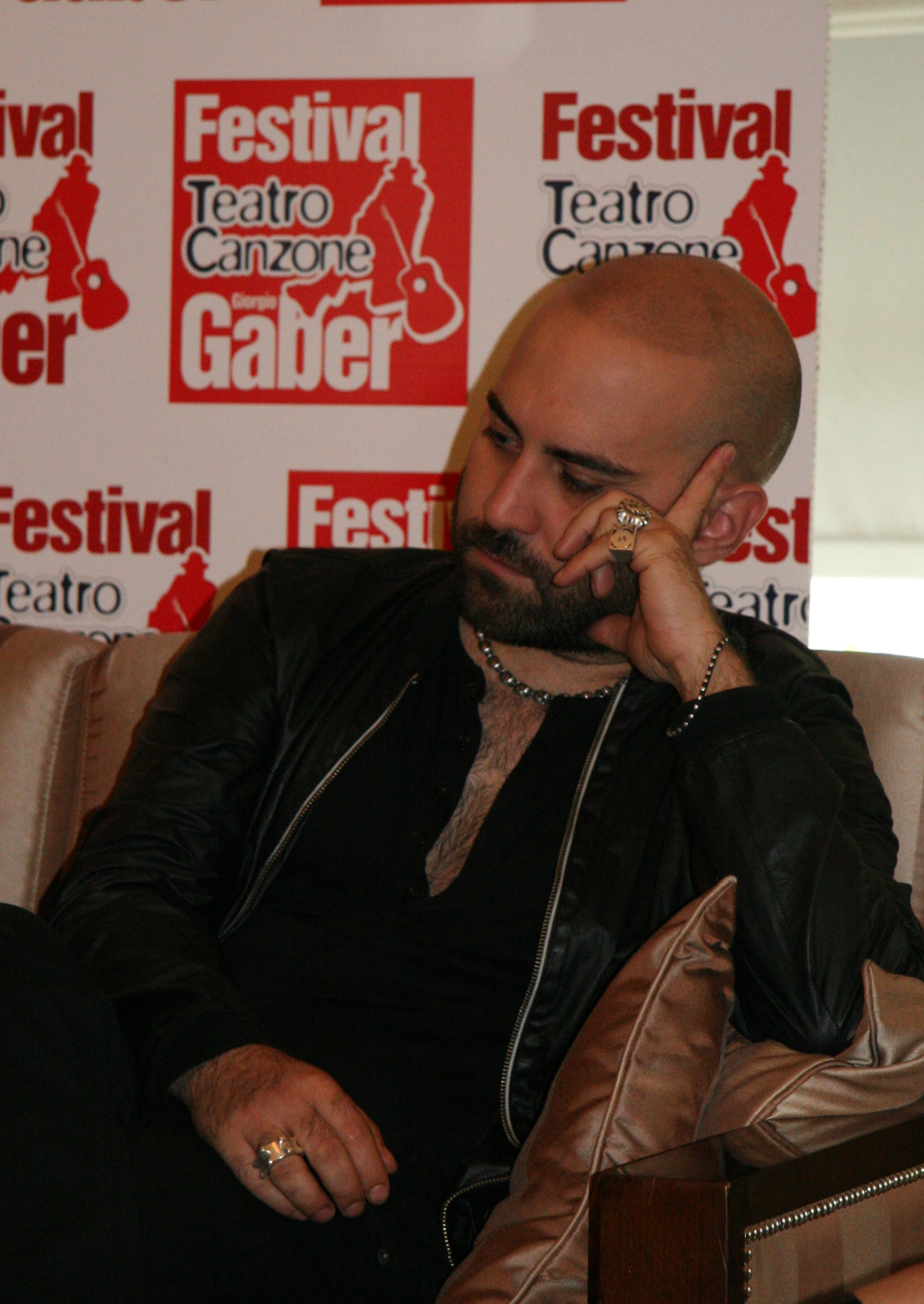
Giuliano Sangiorgi.

### Leurs débuts et l'albumNegramaro
Negramaro nait en 1999 à Copertino, dans la province de Lecce. À leurs débuts, aidés par leurs nombreuses apparitions, ils obtiennent un succès croissant allant jusqu'à attirer l'attention de la productrice Caterina Caselli. En 2001, ils remportent la victoire dans la revue Tim Tour et arrivent finalistes du Mtv Brand New Talent. Leur premier album, intitulé Negramaro, sort en 2003. Leur travail présente diverses influences: en passant par des exemples d'échantillonnages synthétiques, très proches de la musique des Radiohead, à des élaborations de chansons rock, conçues par Giuliano Sangiorgi et arrangées par tous les membres du groupe. Cependant, l'album reste inconnu dans le domaine du rock italien, excepté le single Come sempre, premier succès du groupe, choisi par la Rai pour la publicité célébrant le cinquantenaire de l'entreprise télévisuelle.

### L'album000577
Leur véritable premier album est 000577. La différence avec Negramaro est l'arrangement de quatre chansons (une inédite et trois de l'album précédent) de l'œuvre de Negramaro avec la collaboration de Corrado Rustici. Le disque fait que le groupe se rapproche d'un genre musical plus adapté et plus vaste.

### Leur expérience à Sanremo
En 2005, les Negramaro débutent au Festival de Sanremo dans la section « Giovani Proposte » avec le single Mentre tutto scorre, mais ils sont éliminés au premier tour. Leur extrait remporte tout de même le prix de la critique radio et télé. Peu après, la chanson est choisie, avec Solo 3 min., comme chanson du générique du film La febbre d'Alessandro D'Alatri avec Fabio Volo. D'autres chansons sont également choisies pour la bande originale.

### Leur succès
L'été de la même année sort leur deuxième single tiré de l'album Mentre tutto scorre, intitulé Estate. Celui-ci leur fait gagner le prix de la Révélation de l'Année au Festivalbar, remportant ainsi un succès important au niveau de la critique et de la musique. Après leur partécipation au festival estival de la chanson, la popularité des Negramaro augmente considérablement atteignant les premières places du classement musical italien, d'abord avec l'extrait Estate et puis avec d'autres singles. C'est avec Estate que les Negramaro remportent le Best Italian Act aux MTV Europe Music Awards 2005. Après la vague de succès de ces extraits, le nouveau single du groupe Solo 3 min.,  sorti en novembre 2005, devient un des extraits les plus diffusés à la radio et à la télévision. Leur quatrième single extrait de l'album Mentre tutto scorre est Nuvole e lenzuola. Après le succès considérable obtenu dans toute l'Italie, les Negramaro ont publié le Mtv Live Negramaro, témoignage vidéo de leur concert tenu le 17 mars 2006 au Forum d'Assago à Milan donné à la presse avec l'ajout de divers contenus additionnels. En septembre 2006 le groupe reçoit le prix Best Performance au cours de la finale du Festivalbar 2006 qui a eu lieu à Vérone. En mai 2008, après la consacration artistique parmi les plus grands artistes de la chanson italienne et grâce au succès de l'album La finestra avec lequel ils remportent aussi le Festivalbar 2007, les Negramaro sont le premier groupe à jouer dans le stade historique de Stade San Siro à Milan.

### La Finestra
Le 8 juillet 2007 est sorti dans les bacs l'album La finestra, enregistré à San Francisco sous la supervision de  Corrado Rustici. Juste avant on a assisté à la sortie de  Parlami d'amore, diffusée à la radio à partir du 11 mai et grâce à laquelle le groupe gagnera l'édition 2007 du Festivalbar. L'album contient aussi la chanson Cade la pioggia, fruit d'une collaboration avec Lorenzo Jovanotti. La même année le groupe est le protagoniste du documentaire de Dario Baldi et Davide Marengo Dall'altra parte della luna, rétrospective de leur parcours musical de leurs débuts à aujourd'hui. Le documentaire a été présenté à la Mostra de Venise 2007 accompagné d'une performance en direct.
Fin 2007, le chanteur du groupe, Giuliano Sangiorgi a redemandé une faveur à Lorenzo Jovanotti en faisant un duo avec lui intitulé Safari et tiré de l'album éponyme de l'artiste. Il a aussi chanté en duo avec Dolores O'Riordan in Senza fiato, extrait écrit à quatre mains par les auteurs-compositeurs-interprètes sur des musiques de Paolo Buonvino pour la bande originale du film Cemento armato.
Le 31 mai 2008, pour la première fois, ils ont joué au Stade San Siro devant 41 000 spectateurs, devenant ainsi le premier groupe italien à s'exhiber dans le stade milanais, supportés  par le groupe The Fratellis. Leur concert à San Siro a été intégré dans un DVD, Negramaro San Siro Live, qui est sorti le 21 novembre 2008.

## Formation
- Giuliano Sangiorgi (Copertino, 24 janvier 1979) (chanteur, guitare et piano) ;
- Emanuele Spedicato (Veglie, 26 octobre 1980) (guitare) ;
- Ermanno Carlà (Veglie, 17 février 1977) (basse) ;
- Danilo Tasco (Salve, 26 mars 1979) (batterie) ;
- Andrea Mariano (Copertino, 26 mars 1978) (piano et synthétiseur) ;
- Andrea « Pupillo » De Rocco (Casarano, 30 septembre 1973) (échantillonneur).

## Discographie

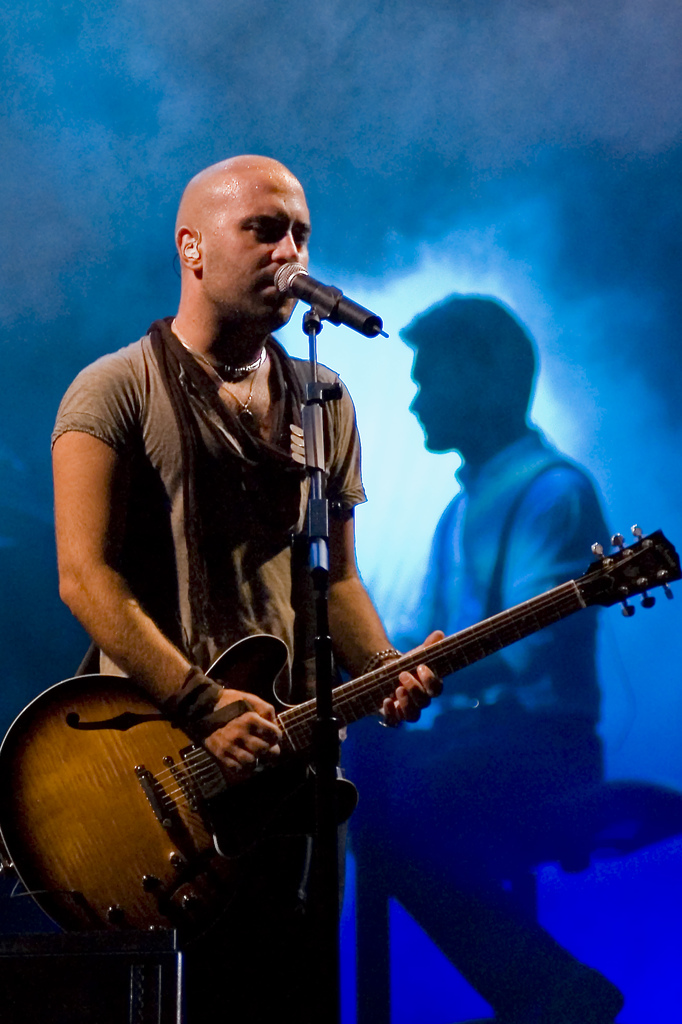
Negramaro en concert à Naples en 2007.

### Albums
| Année | Album                        | Classement Italie | Classement Europe | Ventes Italie |      |
| ----- | ---------------------------- | ----------------- | ----------------- | ------------- | ---- |
| 2003  | Negramaro                    | -                 | -                 |               |      |
| 2004  | 000577                       | -                 | -                 |               |      |
| 2005  | Mentre tutto scorre          | 3                 | -                 | 400 000       |      |
| 2007  | La finestra                  | 1                 | 96                | 305 000       | 2005 |
| 2010  | Casa 69                      |                   |                   | ?             |      |
| 2012  | Una Storia Semplice          |                   |                   | ?             |      |
| 2015  | La rivoluzione sta arrivando |                   |                   | ?             |      |
| 2017  | Amore Che Torni              |                   |                   |               |      |

### Singles
| Année | Singles                               | Position charts           | Position charts           |
| Année | Singles                               | Classement singles Italie | Classement singles Europe |
| ----- | ------------------------------------- | ------------------------- | ------------------------- |
| 2003  | Mono                                  | -                         | -                         |
| 2003  | Solo                                  | -                         | -                         |
| 2003  | Come Sempre                           | -                         | -                         |
| 2005  | Mentre Tutto Scorre                   | 9                         | 47                        |
| 2005  | Estate                                | -                         | -                         |
| 2005  | Solo 3 min.                           | -                         | -                         |
| 2006  | Nuvole e lenzuola                     | 10                        | 54                        |
| 2007  | Parlami d'amore                       | 2                         | 38                        |
| 2007  | L'immenso                             | -                         | 137                       |
| 2007  | Senza fiato (feat. Dolores O'Riordan) | -                         | -                         |
| 2007  | Cade la pioggia (feat. Jovanotti)     | 15                        | 140                       |
| 2008  | Via le mani dagli occhi               | 17                        | 42                        |
| 2008  | Un passo indietro                     | 15                        | 72                        |
| 2008  | Meraviglioso                          | -                         | -                         |